# Dominik Janošek
Dominik Janošek (* 13. června 1998 Brno) je český profesionální fotbalista, který hraje na pozici středního či ofensivního záložníka za český klub SK Sigma Olomouc. Je také bývalým českým mládežnickým reprezentantem.

## Klubová kariéra

### Zbrojovka Brno
Janošek je odchovancem Zbrojovky Brno, do jejíž akademie přišel v roce 2014. V A-týmu debutoval 8. srpna 2017, když nastoupil na závěrečnou půlhodinu pohárového utkání proti 1. HFK Olomouc. V české nejvyšší soutěži si odbyl svou premiéru 14. října v zápase proti Slovácku.

### Slovácko
V dresu Zbrojovky odehrál Janošek jen 5 soutěžních utkání a následně se v lednu 2018 přesunul do Slovácka. V jihomoravském klubu rychle naskočil do základní sestavy a pravidelně nastupoval až do konce sezóny 2017/18.
V létě 2018 Janošek přestoupil ze Slovácka do mistrovské Viktorie Plzeň, sezónu 2018/19 ale strávil ještě na hostování v Uherském Hradišti. V Plzni podepsal čtyřletou smlouvu.
Dne 5. května 2019 vstřelil svou první branku v české nejvyšší soutěži, a to při výhře Slovácka 5:1 nad Příbramí. Celkově v dresu Slovácka odehrál 35 soutěžních utkání, v nichž vstřelil 2 branky.

### Plzeň
Jarní část sezóny 2019/20 strávil Janošek v Plzni, v jejímž dresu debutoval 27. července 2019 při výhře 3:2 nad Karvinou. O tři dny později debutoval v evropských pohárech, když nastoupil do závěru utkání proti Olympiakosu v rámci druhého předkola Ligy mistrů.
Janošek prodloužil v únoru 2020 smlouvu s Viktorií Plzeň do roku 2023 a následně odešel na roční hostování do Mladé Boleslavi. V jarní části sezóny patřil Janošek k základním členům sestavy a místo si pod trenérem Jozefem Weberem udržel i na začátku sezóny 2020/21. Po příchodu trenéra Karla Jarolíma však nastupoval převážně z lavičky náhradníků, a tak se v únoru 2021 vrátil do Plzně.
V klubu ale dlouho nepobyl a ještě v únoru 2021 zamířil na půlroční hostování do Zlínu. V moravském klubu odehrál 13 soutěžních utkání.
Během podzimní části sezóny 2021/22 začal Janošek pravidelně nastupovat v dresu plzeňské Viktorie, nastoupil i do čtyř utkání předkola Konferenční ligy, nicméně ke konci kalendářního roku přišel o místo v základní sestavě, nedokázal se prosadit přes dvojici Lukáš Kalvach–Pavel Bucha.
Kvůli nedostatku herního prostoru odešel v lednu 2022 na půlroční hostování s opcí do Baníku Ostrava. V dresu Baníku ale odehrál jen čtyři soutěžní utkání a v dubnu byl přesunut do B-týmu. Po návratu z hostování oslavil s Viktorií Plzeň zisk ligového titulu.

### Pardubice
Janošek v létě 2022 přestoupil z mistrovské Plzně do Pardubic, v novém působišti podepsal tříletý kontrakt. V Pardubicích si odbyl svůj debut pod trenérem Jiřím Krejčím, který však byl po pěti kolech odvolán. Janošek si ale udržel místo v sestavě i pod trenérem Radoslavem Kováčem, který ho vysunul z pozice defensivního na středního záložníka. V únoru 2023 ovládl Janošek anketu o hráče měsíce FORTUNA:LIGY. V Pardubicích zažil nejproduktivnější sezónu ve své kariéře, v 37 soutěžních utkáních vstřelil 9 branek a přidal další dvě asistence.

### NAC Breda
V červnu 2023 se Janošek poprvé ve své kariéře přesunul do zahraničí, když podepsal smlouvu s nizozemským druholigovým klubem NAC Breda. V prvních dvou zápasech ve svém novém působišti zapsal Janošek tři góly. Zhruba od půlky října začal ke skvělým výkonům znovu přidávat i produktivitu, čtyři góly a čtyři asistence za devět utkání. Po podzimní části soutěže patřil Janošek k nejproduktivnějším hráčům Eerste Divisie. Dohromady v sezoně 2023/24 nastoupil Janošek do 45 soutěžních utkání, ve druhé nizozemské lize zaznamenal 11 branek a 10 asistencí, další čtyři góly a asistenci přidal v úspěšném play-off a pomohl Bredě k postupu do nizozemské nejvyšší soutěže.
O své místo v základní sestavě nepřišel ani na začátku sezony 2024/25 v Eredivisie. Svůj debut v nizozemské nejvyšší soutěži si odbyl 9. srpna 2024 a skóroval při prohře 1:4 na půdě Groningenu. V průběhu sezony 2024/25 přišel o své místo v sestavě, dohromady nastoupil do 29 utkání, v nichž vstřelil 2 branky a přidal 4 asistence. V květnu 2025 oznámil, že v klubu po dvou letech končí.

### Sigma Olomouc
V červnu 2025 podepsal Janošek jako volný hráč dvouletou smlouvu se Sigmou Olomouc.

## Reprezentační kariéra
Mezi lety 2016 a 2021 odehrál Janošek 25 utkání v dresu českých mládežnických reprezentací. V roce 2021 reprezentoval Česko na závěrečném turnaji Mistrovství Evropy ve fotbale hráčů do 21 let 2021.